# Třída Hero
Třída Hero je třída hlídkových lodí kanadské pobřežní stráže vyvinutých na základě nizozemského typu Damen Stan Patrol 4207. Mezi jejich hlavní úkoly patří pobřežní hlídkování, ochrana rybolovu, protipašerácké operace, nebo pátrací a záchranné mise. Plavidla jsou pojmenována po představitelích kanadských bezpečnostních složek a ozbrojených sil. Objednáno bylo devět jednotek této třídy.

## Pozadí vzniku
Kanadská vláda v září 2009 objednala stavbu devíti jednotek této třídy. Kontrakt měl hodnotu 194 milionů dolarů. Základní projekt Damen Patrol 4207 byl pro kanadské podmínky adaptován loděnicí Irving Shipbuilding v Halifaxu, ve které byla plavidla postavena. Prototypová jednotka byla do služby přijata v roce 2012 a poslední kus byl dodán do roku 2014. Čtyři plavidla jsou určena pro službu na Velkých jezerech a řece sv. Vavřince a pět primárně slouží k ochraně rybolovu.
Jednotky třídy Hero:
| Jméno                        | Spuštěna    | Vstup do služby | Status  |
| ---------------------------- | ----------- | --------------- | ------- |
| CCGS Private Robertson V.C.  | květen 2012 | 1. srpna 2012   | aktivní |
| CCGS Corporal Kaeble V.C.    | září 2012   | listopad 2012   | aktivní |
| CCGS Corporal Teather C.V.   |             | 2013            | aktivní |
| CCGS Constable Carrière      |             |                 | aktivní |
| CCGS G. Peddle               |             |                 | aktivní |
| CCGS Corporal McLaren M.M.V. |             |                 | aktivní |
| CCGS A. LeBlanc              | leden 2014  |                 | aktivní |
| CCGS M. Charles              | únor 2014   |                 | aktivní |
| CCGS Captain Goddard M.S.M.  | květen 2014 |                 | aktivní |

## Konstrukce

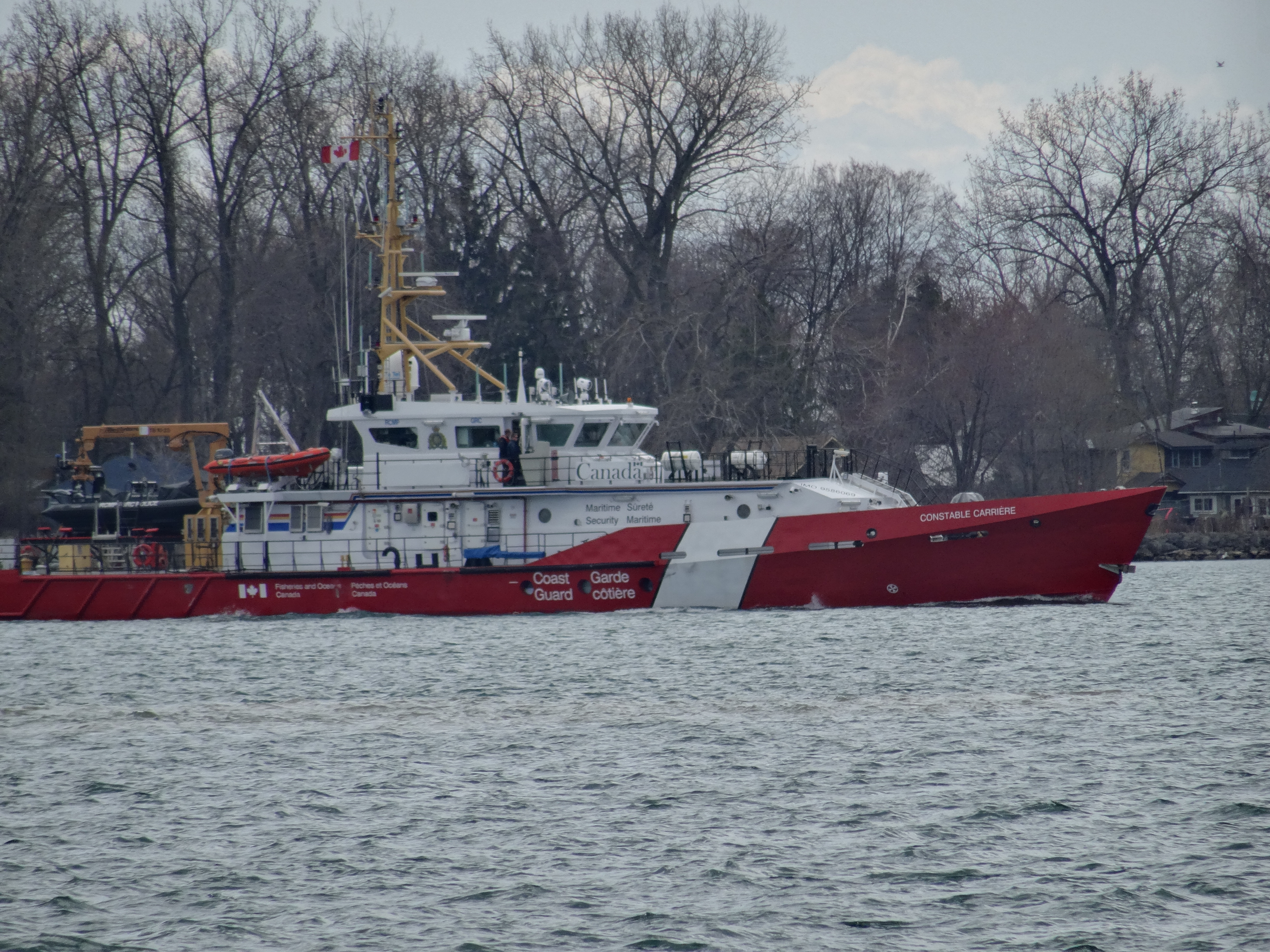
CCGS Constable Carrière

Posádku tvoří osm námořníků, šest policistů či inspektorů úřadu pro rybolov a až čtyři další osoby (např. kadeti). Plavidla mají ocelový trup a nástavby ze slitin hliníku. Na zádi jsou dle typu mise uloženy jeden až dva sedmimetrové inspekční čluny RHIB. Pohonný systém tvoří dva diesely Catepillar o celkovém výkonu 4992 kW, pohánějící dva lodní šrouby se stavitelnými lopatkami. Cestovní rychlost je 14 uzlů a nejvyšší rychlost 25 uzlů. Dosah je 2000 námořních mil při rychlosti 14 uzlů.